# 落下する太陽
「落下する太陽」（らっかするたいよう）は真矢のソロ1枚目のシングル。
1997年9月26日、 マーキュリー・ミュージックエンタテイメントから発売された。

## 概要
LUNA SEAのドラマー、真矢のソロ・デビューとなった本作は、フジテレビ系「加トちゃんマチャミのお台場CHA・CHA!!」及びテレビ東京系「クイズ赤恥青恥」エンディング・テーマとして使用された。

## 収録曲
全作詞：高井良斉
1. 落下する太陽
作曲・編曲：後藤次利
2. How Come?
作曲：石川寛門　編曲：井上鑑
3. 落下する太陽 (inst.)
4. How Come? (inst.)